# Скорф
Скорф (фр. Scorff) је река у Француској. Дуга је 79 km. Улива се у Blavet (Bretagne). 